# Splendid (U-Boot, 1942)
HMS Splendid (Kennung: P228) war ein U-Boot der britischen Royal Navy im Zweiten Weltkrieg.

## Geschichte
Die Splendid (engl.: großartig) war ein Boot des dritten Bauloses der erfolgreichen S-Klasse. Dieses Baulos wird auch als Seraph-Klasse bezeichnet. Sie wurde am 7. März 1941 auf der Marinewerft Chatham im südostenglischen Chatham auf Kiel gelegt, lief am 19. Januar 1942 vom Stapel und wurde von der Royal Navy am 8. August 1942 in Dienst gestellt.
Das Einsatzgebiet des Kriegsneubaus lag im Mittelmeer. Die Kampfaufträge richteten sich hauptsächlich gegen den Nachschub der Achse im Krieg in Nordafrika. Der Kommandant des U-Bootes war Lt. Ian Lachlan Mackay McGeogh.
Am 16. November 1942 versenkte die Splendid 15 Seemeilen nordwestlich von Gorgona bei 43° 34′ N, 9° 37′ O den italienischen Hilfs-U-Jäger V.277/San Paolo (209 BRT). Fünf Tage später konnte am 21. November der italienische Zerstörer Velite 18 Seemeilen südwestlich von Ischia bei 40° 30′ N, 13° 33′ O mit Torpedos beschädigt werden. Am 23. November versenkte die Splendid mit dem Deckgeschütz südöstlich von Sardinien bei 39° 0′ N, 11° 11′ O das italienische Frachtschiff Favorita (3576 BRT).
Am 17. Dezember 1942 griff die Splendid 35 Seemeilen nordöstlich vom tunesischen Biserta bei 37° 53′ N, 10° 5′ O den deutschen Transporter Ankara (4768 BRT) mit Torpedos an. Bei dem Angriff wurde der eskortierende italienische Zerstörer Aviere versenkt. Obwohl am selben Tag das Schwesterboot Saracen die Ankara ebenfalls mit Torpedos angriff, entkam das deutsche Transportschiff vorerst unbeschadet. Es lief im Januar 1943 auf eine von Rorqual gelegte Seemine und sank.
Am 15. Januar 1943 torpedierte und versenkte die Splendid 15 Seemeilen südwestlich der Insel Capri bei 40° 25′ N, 13° 56′ O den italienischen Transporter Emma (7931 BRT). Am 19. Januar wurden östlich von Sardinien bei 39° 41′ N, 9° 43′ O der italienische Transporter Commercio (766 BRT) und der italienische Hilfsminensucher R.107/Cleopatra (72 BRT) versenkt.
Am 17. Februar 1943 gelangen dem U-Boot zwei Kampferfolge. Drei Seemeilen nördlich von San Vito lo Capo (Sizilien) bei 38° 13′ N, 12° 43′ O wurde das italienische Frachtschiff XXI Aprile (4787 BRT) versenkt. Bei demselben Angriff ging der deutsche Transporter Sienna (2147 BRT) ebenfalls verloren.
Am 21. März 1943 folgte der italienische Tanker Giorgio (4887 BRT), der acht Seemeilen ostnordöstlich von Cefalù (Sizilien) bei 38° 5′ N, 14° 10′ O versenkt wurde.
Kommandant McGeogh erhielt am 6. April 1943 den Distinguished Service Order.
Die Splendid wurde am 21. April 1943 südlich von Capri bei 40° 30′ N, 14° 15′ O von dem deutschen Zerstörer ZG 3 Hermes unter Fregattenkapitän Curt Rechel mit Wasserbomben angegriffen und versenkt. 30 britische Seeleute konnten von dem deutschen Zerstörer gerettet werden, 18 fanden den Tod. Während des Bombardements versuchte das U-Boot noch einen Gegenangriff. Der Torpedo verfehlte aber den Zerstörer.